# يومينوشيما بارك
يومينوشيما بارك (夢の島公園 Yumenoshima Kōen) هي حديقة رياضية في يومينوشيما، كوتو، طوكيو. انشأة باستصلاح ارض كانت مكبا للنفايات كان يسمى يومينوشيما حيث كان الموقع مكان لطمر النفايات ما بين اعوام 1957 إلى 1967.
يومينوشيما بارك سوف تستضيف فعاليات مسابقة النبالة المقامة في دورة الألعاب الأولمبية 2020.

## مرافق
- يحتوي استاد يومينوشيما على مرافق رياضية مثل المضمار والميدان
- منطقة الشواء
- مركز طوكيو للثقافة الرياضية (الملقب BumB)
- قبة يومينوشيما الدفيئة الاستوائية، حديقة نباتية
- صالة عرض دايجو فوكوريو مارو طوكيو متروبوليتان .

## رسوم الدخول
الدخول إلى الحديقة مجاني، لكن القبة الاستوائية والمرافق الرياضية تتطلب رسومًا.

## أوقات العمل والعطلات
الحديقة مفتوحة طوال العام. ومع ذلك، يتم إغلاق منطقة الشواء في عطلات رأس السنة الجديدة بينما يتم إغلاق القبة الاستوائية وصالة المعارض في عطلة رأس السنة الجديدة وأيام الاثنين.

## مهرجان
أكهاتا ماتسوري ( 赤旗まつり ) (مهرجان العلم الأحمر) يقام في الحديقة في بعض الأحيان. ينظمه الحزب الشيوعي الياباني ، ويقام مرة كل أربع سنوات أو نحو ذلك ويستمر لمدة يومين أو ثلاثة أيام. كان آخرها في نوفمبر 2014.

## أولمبياد 2020
من المقرر أن يكون يومينوشيما بارك مكانًا لأحداث النبالة في أولمبياد طوكيو 2020 . كما ستستضيف النبالة لدورة الألعاب الأولمبية للمعاقين 2020. تم الانتهاء من حقل التأهيل في فبراير 2019. سيتم إجراء حدث اختبار لفعاليات النبالة الألعاب الأولمبية والألعاب الأولمبية للمعاقين في يوليو 2019.

## صالة عرض

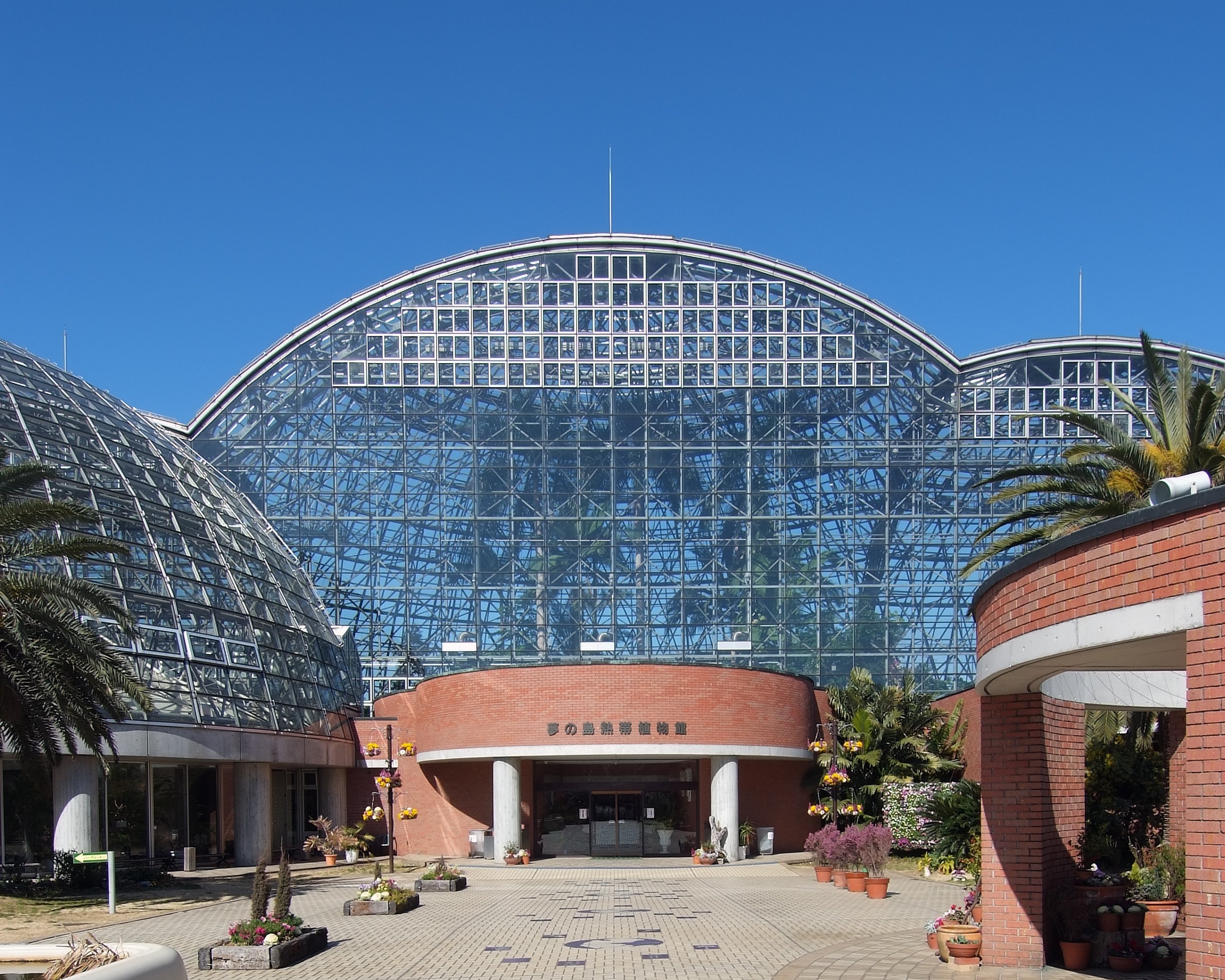
يومينوشيما القبة الدفيئة الاستوائية
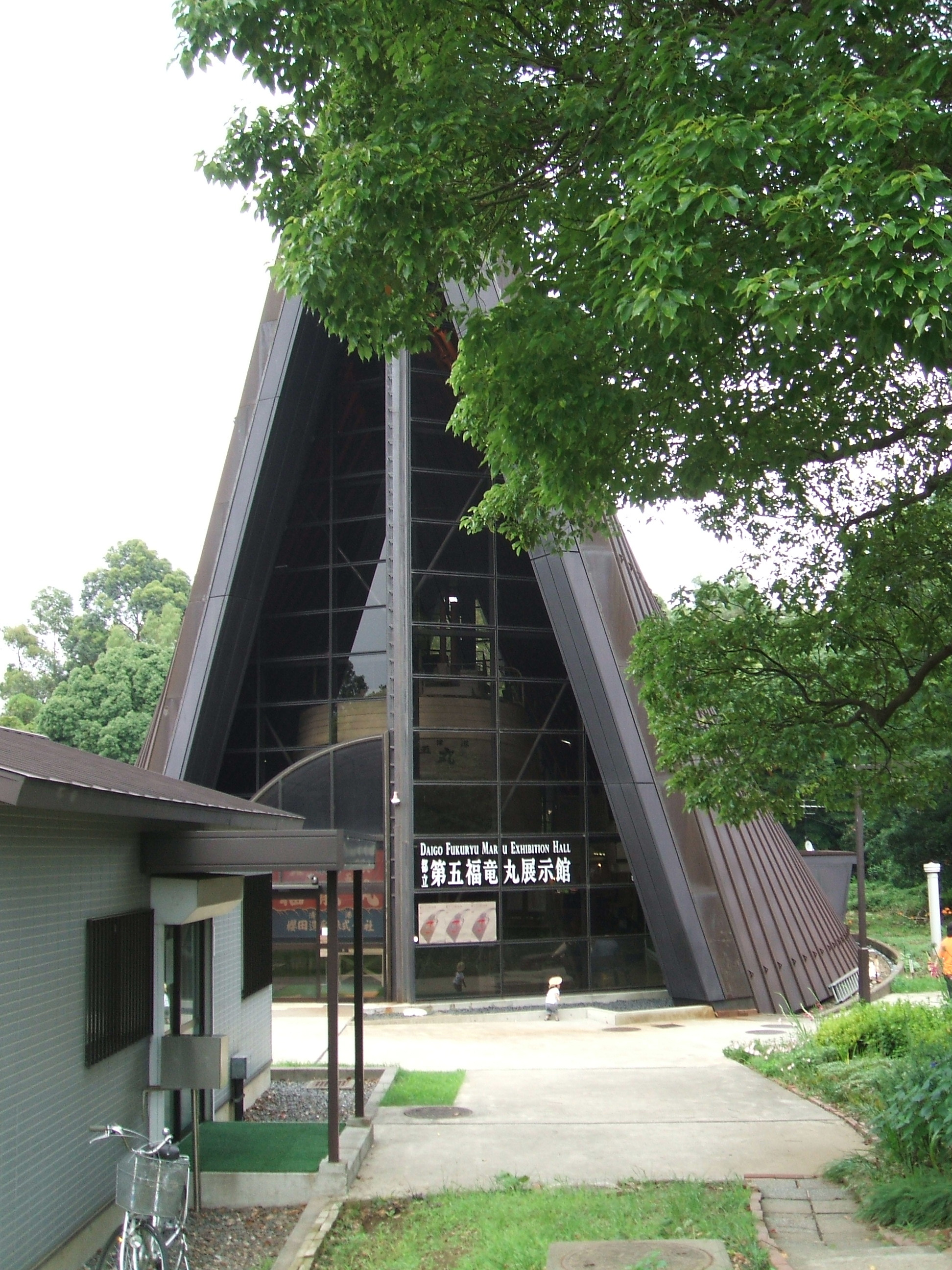
قاعة عرض دايجو فوكوريو مارو
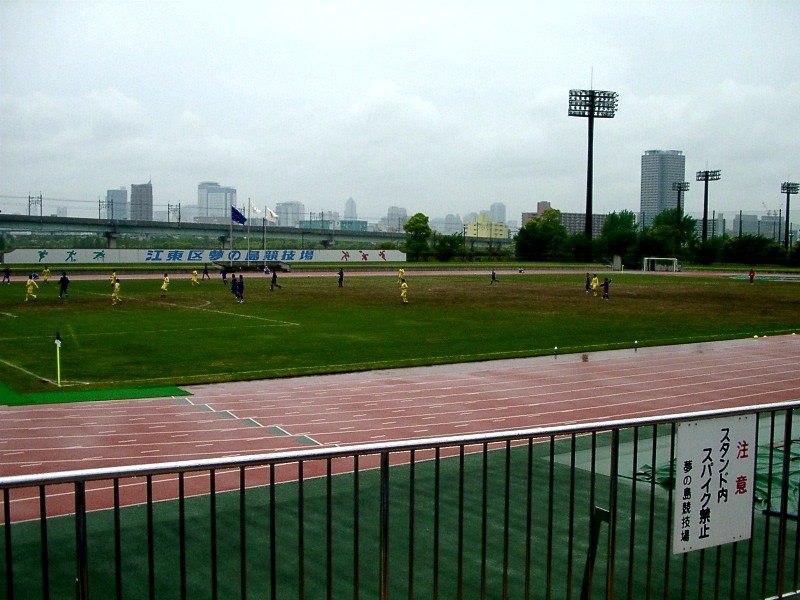
منظر للملعب من المدرجات في الحديقة
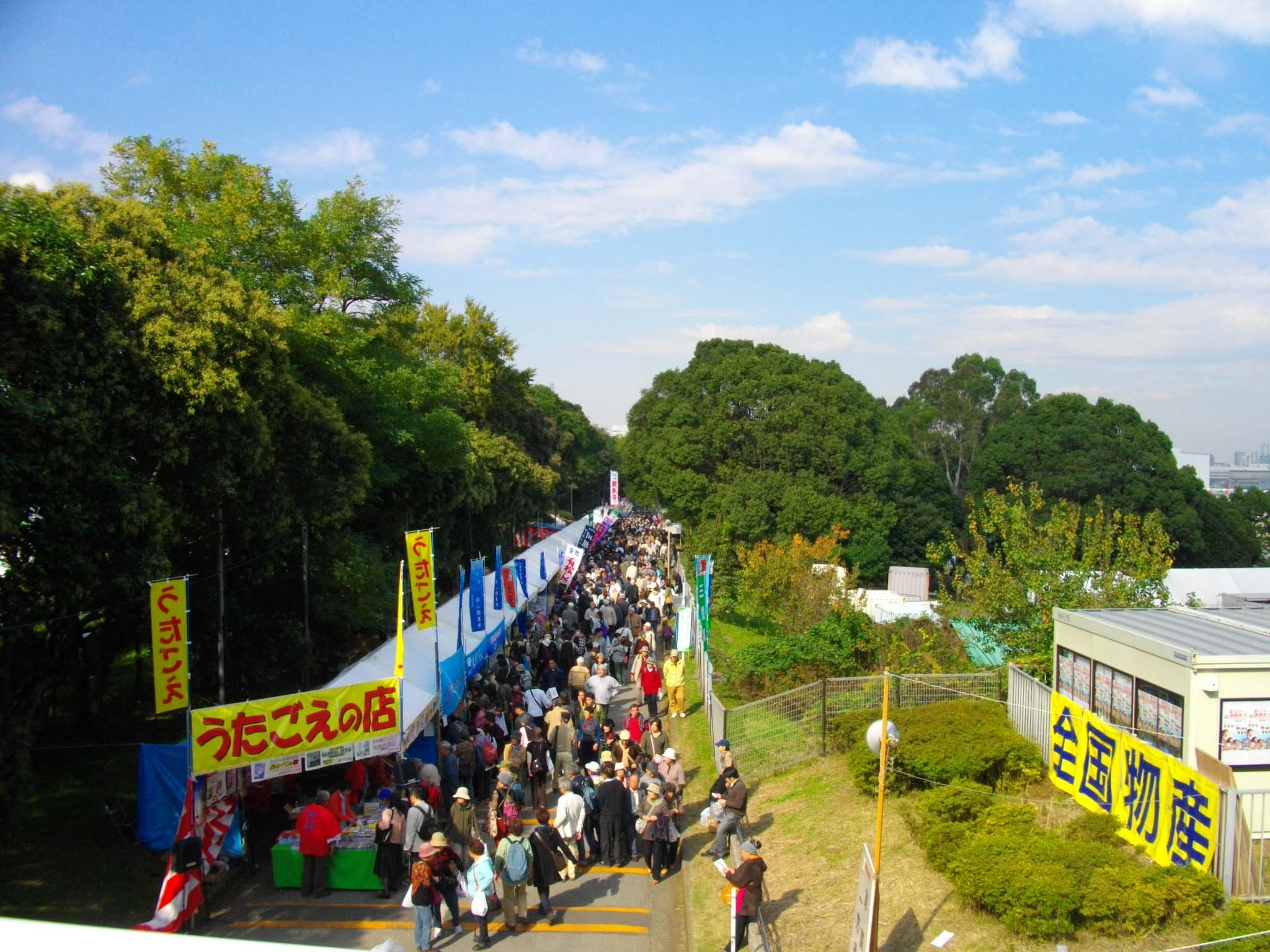
المدخل الغربي للمنتزه خلال مهرجان أكهاتا 2010
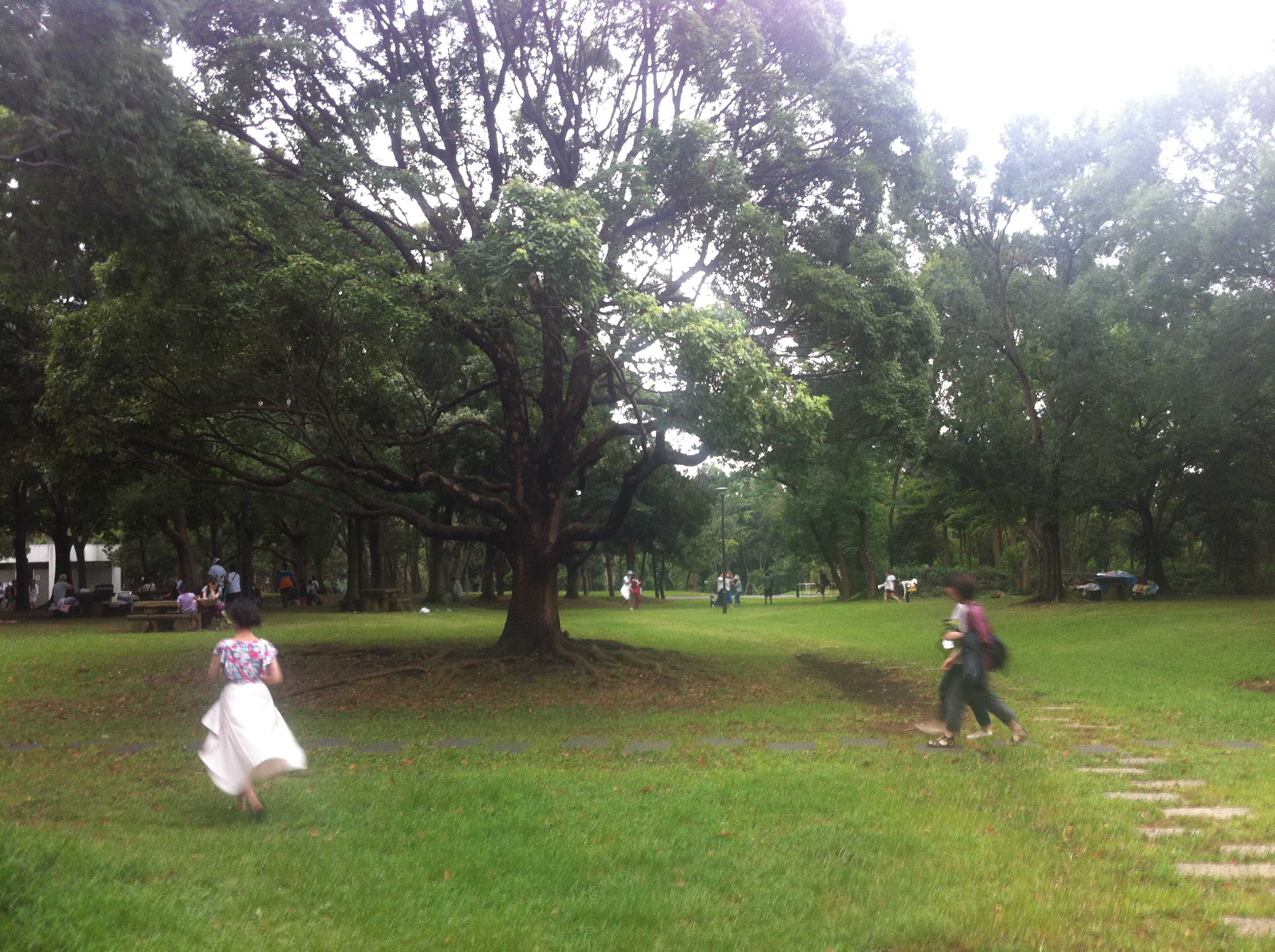
داخل الحديقة ، 2014

## الوصول من
- دقيقتين سيرًا على الأقدام من محطة Shin-Kiba على خط مترو طوكيو Yūrakuchō وخط Keiyō وخط Rinkai .
- تتوقف ثلاث حافلات المدينة ( Toei Bus ) في الحديقة.
- هناك أيضًا موقفان للسيارات ؛ واحدة على الجانب الجنوبي لديها مساحة لـ 352 مركبة، في حين أن الأخرى في الجانب الشمالي يمكن أن تستوعب 103.